# 陳情表
《陳情表》是中国西晋时期李密所著的写给晉武帝的奏章。文章敘述祖母撫育自己的大恩，以及自己應該報養祖母的大義；除了感謝朝廷的知遇之恩以外，又傾訴自己不能從命的苦衷，真情流露，委婉暢達。該文被認定為中国文学史上抒情文的代表作之一。《宾退录》记载有南宋赵与时评价「读李令伯《陈情表》而不堕泪者，其人必不孝」。

## 简介
三國魏元帝（曹奐）景元四年（263年），司馬昭滅蜀，李密淪為亡國之臣。司馬昭之子司馬炎廢魏元帝，史稱“晉武帝”。泰始三年（267年），朝廷採取懷柔政策，極力籠絡蜀漢舊臣，徵召李密為太子洗馬。李密時年44歲，以晉朝“以孝治天下”為口實，以祖母供養無主為由，上《陳情表》以明志，要求暫緩赴任，上表懇辭。
李密早有孝名，據《晉書》本傳記載，李密奉事祖母劉氏“以孝謹聞，劉氏有疾，則涕泣側息，未嘗解衣，飲膳湯藥，必先嚐後進。”武帝覽表，讚嘆说：“密不空有名也”。感動之際，因賜奴婢二人，並令郡縣供應其祖母膳食，密遂得以終養。
南宋謝枋得《文章軌範》引安子順之說：「讀諸葛亮《出師表》不墮淚者不忠，讀李密《陳情表》不墮淚者不孝，讀韓愈《祭十二郎文》不墮淚者不慈。」，此三文遂被並稱為抒情佳篇而傳誦於世。

## 另見
- 表 (文體)